# Missões diplomáticas da Etiópia

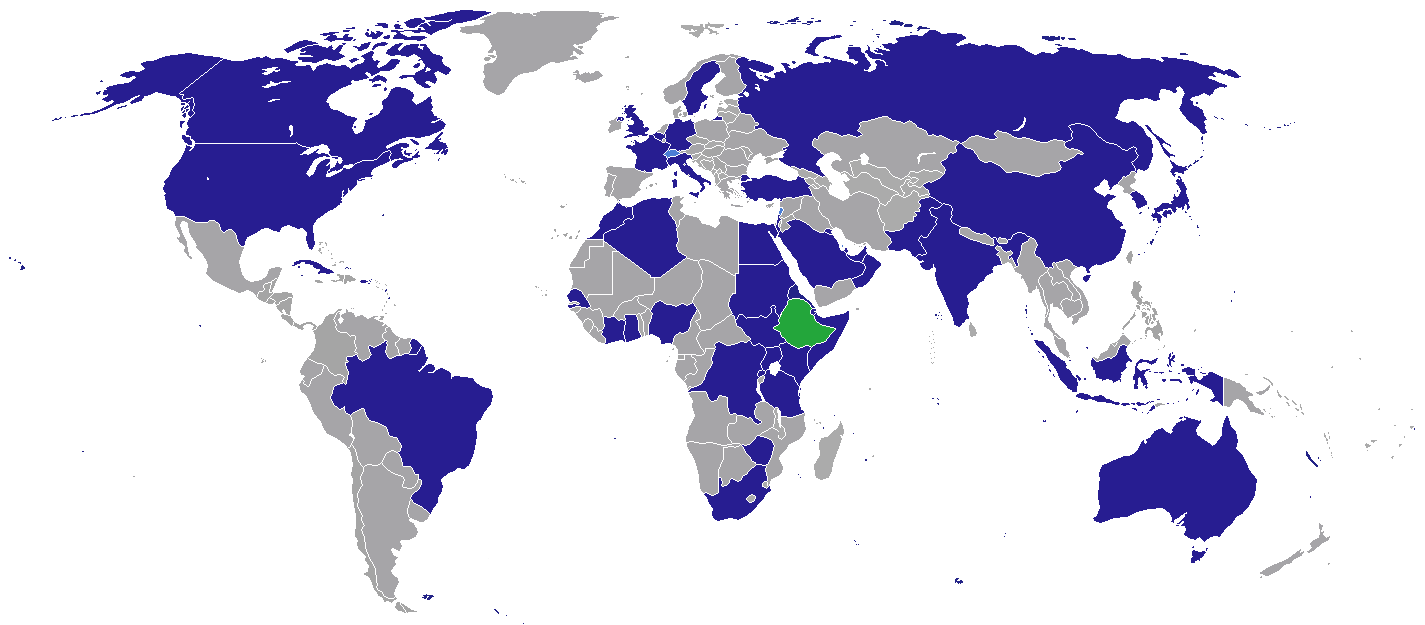
Missões diplomáticas da Etiópia.

Abaixo estão listadas as embaixadas e consulados da Etiópia:

## África
- África do Sul
  - Pretória (Embaixada)
- Costa do Marfim
  - Abidjan (Embaixada)
- Djibuti
  - Djibouti (Embaixada)
- Egito
  - Cairo (Embaixada)
- Gana
  - Acra (Embaixada)
- Nigéria
  - Abuja (Embaixada)
- Quênia
  - Nairóbi (Embaixada)
- Ruanda
  - Kigali (Embaixada)
- Senegal
  - Dacar (Embaixada)
- Sudão
  - Cartum (Embaixada)
- Uganda
  - Kampala (Embaixada)
- Zimbabwe
  - Harare (Embaixada)

## América

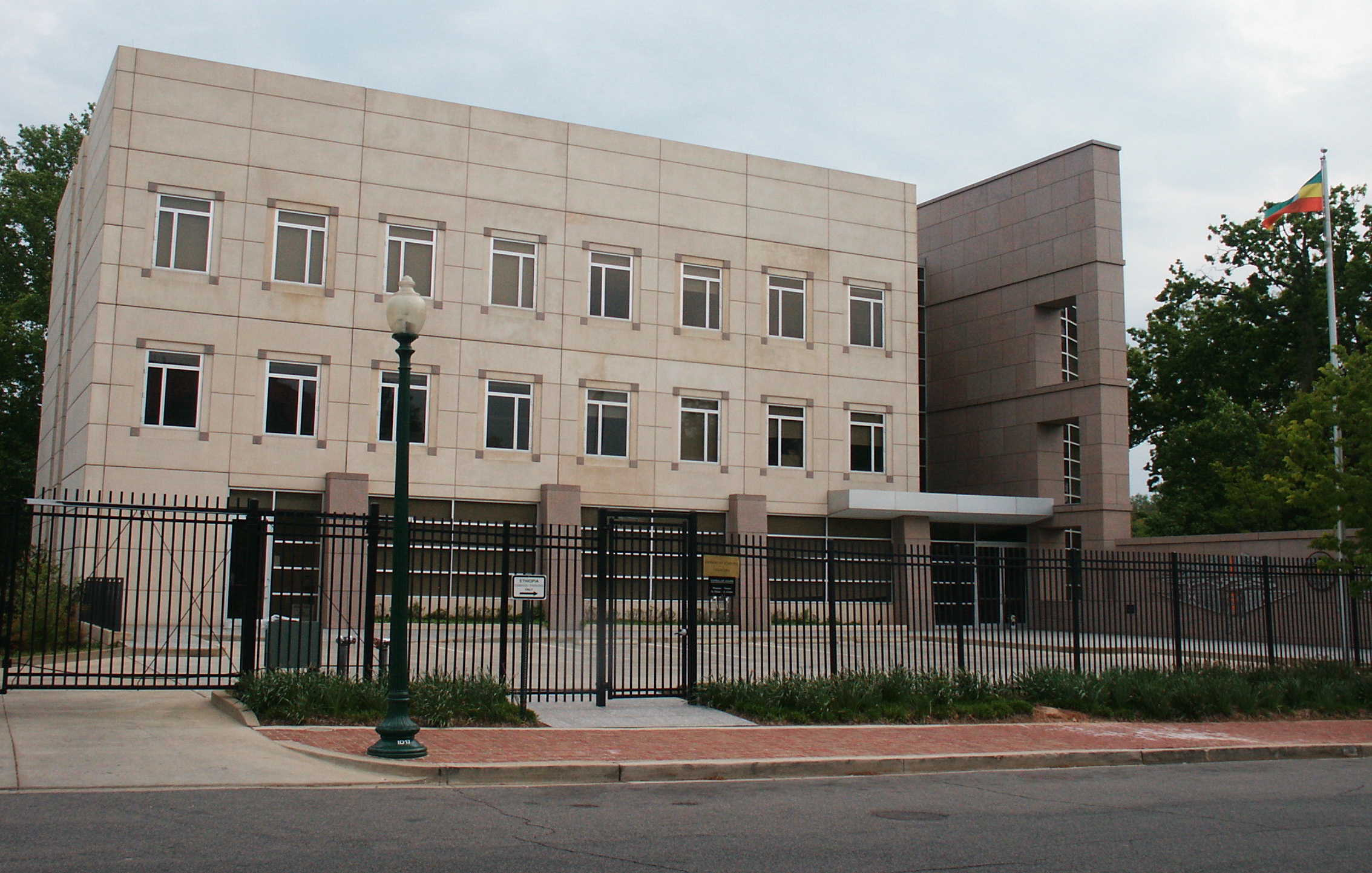
Embaixada da Etiópia em Washington DC, EUA.

- Brasil
  - Brasília (Embaixada)
- Cuba
  - Havana (Embaixada)
- Estados Unidos
  - Washington DC (Embaixada)

## Ásia

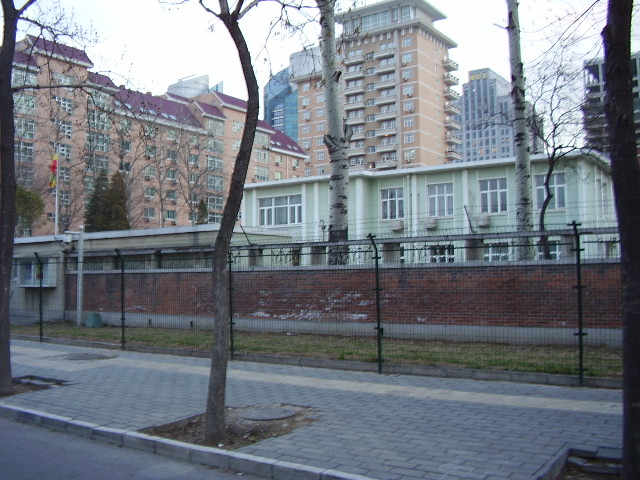
Embaixada da Etiópia em Pequim, China.

- Arábia Saudita
  - Riad (Embaixada)
  - Jedda (Consulado-geral)
- China
  - Pequim (Embaixada)
  - Cantão (Consulado-geral)
- Emirados Árabes Unidos
  - Dubai (Consulado-geral)
- Índia
  - Nova Délhi (Embaixada)
- Japão
  - Tóquio (Embaixada)
- Israel
  - Tel Aviv (Embaixada)
- Kuwait
  - Cidade do Kuwait (Embaixada)
- Líbano
  - Beirute (Consulado-geral)
- Paquistão
  - Islamabade (Embaixada)
- Turquia
  - Ankara (Embaixada)
- Iêmen
  - Sana (Embaixada)

## Europa

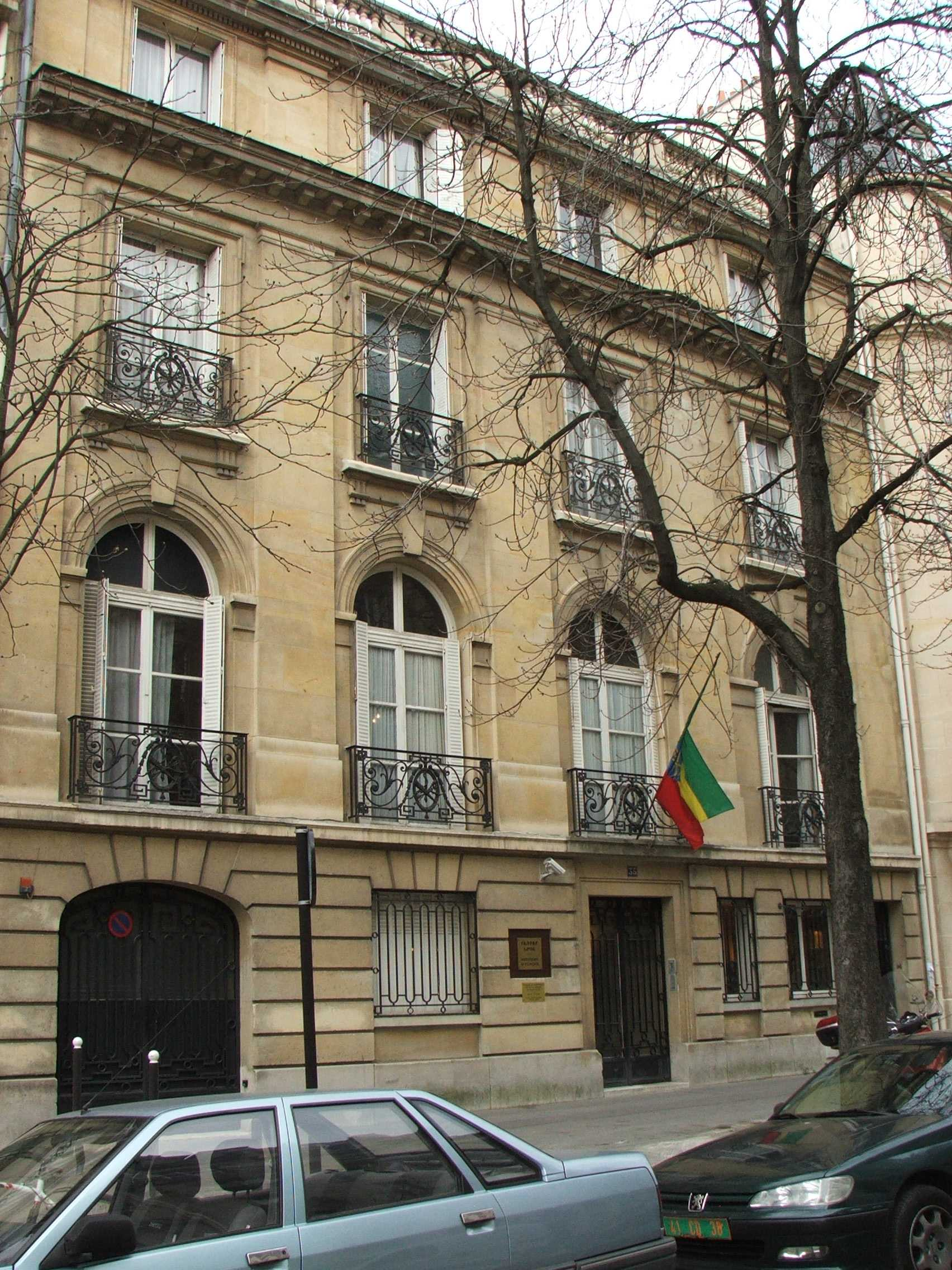
Embaixada da Etiópia em Paris, França.

- Alemanha
  - Berlim (Embaixada)
  - Frankfurt (Consulate-geral)
- Áustria
  - Viena (Embaixada)
- Bélgica
  - Bruxelas (Embaixada)
- França
  - Paris (Embaixada)
- Grécia
  - Atenas (Embaixada)
- Irlanda
  - Dublim (Embaixada)
- Itália
  - Roma (Embaixada)
- Países Baixos
  - Haia (Consulado-geral)
- Rússia
  - Moscou (Embaixada)
- Suécia
  - Estocolmo (Embaixada)
- Reino Unido
  - Londres (Embaixada)

## Organizações multilaterais
- Adis-Abeba (Missão permanente da Etiópia ante a União Africana)
- Bruxelas (Missão permanente da Etiópia ante a União Europeia)
- Genebra (Missão permanente da Etiópia ante organizações internacionais)
- Nova Iorque (Missão permanente da Etiópia ante as Nações Unidas)